# Ктиторство српских владара
Ктиторство српских владара је облик задужбинарства у историји српске цркве које се односио на осниваче манастира или цркава или њихових наследника, на које су пренета ктиторска права. Ктитор је могао бити само имућна особа, дакле владар или властела, да би касније и имућни грађани — трговци или занатлије, којих је у Србији било већ крајем средњег века, бивали ктитори.
Највећи ктитори у Србији били су свакако Немањићи, а међу њима су се посебно истицали Стефан Немања, краљ Милутин и цар Душан.

## Историја ктиторства у Србији
Обичај даривања цркве у Србији је преузет од Византије и нагло је почео да се уважава у српском друштву по учвршћивању хришћанства. Ктиторство је произашло из схватања о божанском пореклу земаљске власти и дужности владара да служе богу, православној вери и цркви, али је имало и своју практичну намену: обезбеђивало је подршку цркве владару у свим његовим подухватима.
Ктиторство је у Србији је у материјалним траговима забележено тек од Немањића, међутим, иако га извори не помињу, оно се јављало и много раније, у династији Војислављевића, као на пример код цркве Светог Михајла у Стону, коју је око 1080. године подигао краљ Михаило I Војислављевић.
Сведочанства ктиторског деловања неког владара су не само цркве и манастири које је подигао, већ и оснивачке повеље којима се помиње ктиторски чин, као и ликовне представе ктитора на фрескама у њиховим задужбинама.
Сама задужбина, њен архитектонски изглед, фрескодекорација и опрема у црквеним предметима и књигама говорили су о моћи и богатству самог ктитора, па су се они често надметали у монументалности и сјају својих задужбина.
Како ктиторским чином, црквена установа аутоматски постаје његова приватна својина, однос ктитора према ктиторији регулисан је ктиторским правом — скупом привилегија и имовинских обавеза на које је власник пристао када је своју имовину поклонио цркви. Ктиторско право у средњовековној Србији развијено је прилагођавањем византијских законских прописа, а односило се не само на оснивача манастира или цркве, већ и на његовог наследника на кога су пренета ктиторска права.

## Значај
Верски и политички значај
У средњем веку положај цркве био је изузетно значајан. Како су држава и црква биле тесно повезане, ни једна држава није могла рачунати на потпуну политичку независност уколико није располагала и одговарајућом црквеном, односно духовном самосталношћу. Средњовековни свет био је веома религиозан, страх од Бога био је у њему веома изражен, а његова посвећеност цркви изузетно велика. Утицај духовних институција огледао се у свакодневном животу, како обичних људи, тако и, посебно, властеле и владара, који су кроз ктиторски чин даривањем црква и манастира јачали своје сопствене позиције, али и унапређивали веру, писменост и културу у сопственом народу.
Значај ктиторства за развој културе и уметности у Србији
У описаним условима, основни задатак Српске архиепископије на челу са Савом Немањићем било је учвршћивање и продубљивање хришћанског учења у народу, у чијем су се памћењу и обичајима још задржали свежи трагови старе, паганске вере. За такво деловање били су неопходни упућени и поуздани људи, богомоље (цркве и манастири), књиге и предмети за богослужење, а то све се за краће време могло обезбедити само већим даривањем имућних људи или ктитора. Тако су многи већи манастири у Србији постали и значајна културна жаришта, јер су се у њима преводиле и преписивале не само црквене већ и световне књиге, закони, одредбе и сл.
Цркве су такође украшавањем живописом и уметничком израдом предмета за богослужење и црквене одежде ослањале на имућније манастире и њихове осниваче — ктиторе да помажу и подстичу уметност и уметничко занатство, а понајвише градитељство и фреско-сликарство.
Тиме су српски средњовековни ктитори својим доброчинством имали су прилику да значајно утиче не само на јачање православља већ и на развој српске средњовековне уметности, пре свега у области архитектуре и црквеног сликарства.
Ктиторска делатност увек је била двоструко мотивисана: са једне стране, њени покретачи су несумњиво искрени верски занесењаци одани православљу а са друге стране добри политичари, који су своје политичке циљеве, усмеравали пре свега на јачање положаја српске аутокефалне цркве.

## Главни ктитори у Србији
У средњовековној Србији главни ктитори су били чланови владарске династије, пре свега мушки чланови са супругама, мада је било случајева кад је то била и само женска особа. Од времена краља Милутина ктитори су били и богата властела што је допринело јачању обласних господара. Такође, ктитор је могао бити и свештено лице.
Највећи ктитори у средњовековној Србији били су свакако Немањићи, а међу њима су се посебно истицали краљ Милутин, као највећи задужбинар (који је обновио и саградио 42 манастира и цркава), затим следе Стефан Немања, и цар Душан.

### Задужбине Стефана Немање
У задужбинарству и уметности, његову владавину карактерише почетак подизања монументалних владарских задужбина, као и појава аутентичног српског стила у сакралној архитектури, познатог као рашки стил, за чији почетак се узима његово подизање манастира Ђурђеви ступови. Поред њега, Немања је подигао и обновио читав низ цркава и манастира, међу којима треба истаћи манастире Студеницу (коју је подигао себи као маузолеј) и Хиландар, који је обновио из темеља са сином Савом 1198. године.
Повукао се са власти и замонашио на сабору 1196, а за свог наследника и ктитора је одредио средњег сина Стефана Првовенчаног (велики жупан 1196—1217, краљ 1217—1228), у договору са византијским царем Алексијем III (1195—1203), чијом ћерком Евдокијом је Стефан био ожењен. Преминуо је као монах Симеон у манастиру Хиландар, а његове мошти су 1208. године пренете у манастир Студеницу, у коме се и данас налазе.

### Задужбине краља Милутина
Краљ Милутин се сматра највећим градитељем и донатором српских цркава и манастира међу Немањићима због чега га је српска црква канонизовала 1324. године као светог краља, а његов биограф наводи да је владао четрдесет година и подигао четрдесет цркава Он није основао ни један нов манастир, јер их је у то доба било довољно, већ је обнављао старе и место некадашњих малих и скромних манастира подизао нове богате и велике задужбине. Поред сакралних објеката у самој краљевини Србији, он их је обнављао и помагао и по Византији (Солуну и Цариграду), Светој Гори, Палестини, Синају, па чак и по Италији.
Краљ Милутин се у многим стварима трудио да опонаша Константина, па је то чинио и кроз задужбине, и фрескодекорацију у њима, што је потпуно разумљиво уколико се има у виду чињеница да је у једном тренутку разматрао ситуацију да дође до престола Византије. У двогодишњим преговорима (1297—1299) успео је да добије руку принцезе Симониде са изгледима да након смрти Андроника II заседне на трон Византије. Увео је византијске обичаје на двор и себи за узор поставио Константина, оснивача Византије чији култ је у сваком тренутку постојања ове царевине био једнако жив. Утом смислу Милутин је у својим задужбинама на фрескама јасно показивао тежњу владара да поредбено и на сваки други начин буде приказан као други Константин. Тако су портрети цара Константина и царице Јелене у Краљевој цркви у Студеници и Старом Нагоричану постављени одмах уз портрете српског краљевског пара. Паралелу између Константина и краља Милутина на ктиторској представи у Старом Нагоричану додатно подвлаче истоветни ставови и одећа. На слици је Милутин приказан као наследник цара Константина и бранилац вере, он је настављач дела првог хришћанског цара који крај себе држи крст, симбол своје улоге у мисији ширења хришћанства док Милутин као ктитор учвршћује веру што симболизује црква у његовим рукама, потпуно спреман да је и војнички брани. Мач који краљу уручује Свети Ђорђе, посредник између Бога и краља, потврђује божански карактер његових победа.
За време његове владавине подигнуто је или довршено више цркава и манастира великог историјског и уметничког значаја. Најважније. Милутинове задужбина су црква Светог Јована у Свачу из 1300. године црква у Хиландару (1303) познату као црква Краља Милутина. Његова главна задужбина је манастир Грачаница, један од најлепших градитељских споменика српске средњовековне архитектуре. Ту се налази и Милутинов маузолеј, црква Светог Стефана у Бањској, невероватно брзо завршена (1312–1317). Милутин је у последњих двадесетих година своје владавине саградио или обновио цркву Богородице Љевишке у Призрену (1313–14), Краљеву цркву у Студеници, цркву Светог Ђорђа у Старом Нагоричану и саму Грачаницу. Краљ Милутин је био ктитор многих манастира широм Балкана, у Цариграду, а основао је и српски манастир Светих архангела у Јерусалиму.
Оваквом својом ктиторском делатношћу краљ Милутин је стекао огромне заслуге за српску цркву која га је после смрти прогласила светитељем а он је међу канонизованим члановима династије Немањића стекао угледно место и постао познат као Свети краљ.

### Задужбине Светог Саве
Свети Сава је био други самостални ктитор светогорских манастира Ватопеда, Каракала, Ксиропотама, Филотеја и келије Светог Саве Јерусалимског у Кареји. Затим манастира Филокал у Солуну, Јерусалимског манастира Светог Јована Богослова на Сиону, ивиронског манастира Часног крста у Јерусалиму, метоха манастира Светог Саве Јерусалимског, Светог Георгија у Акру и Богородичиног манастира у Каломонији.
Са оцем Симеоном, Свети Сава је на Светој Гори био други ктитор Ватопеда, Протата, Ивирона и Велике Лавре, метоха Светог Симеона у Просфори и манастира Богородице Евергетиде у Цариграду. Заједно са Симеоном и братом великим жупаном Стефаном 1198. године подигао је Хиландар.
По повратку у Србију 1209. године, са браћом Вуканом и Стефаном завршио је Студеницу, а недуго иза тога са Стефаном је започео подизање Жиче. за време боравка у Србији, према писању Доментијана, Сава и друге свете цркве у свим изабраним местима почевши и сврши, и старе утврди, а нове сазда". У Савиној ктиторској делатности изузетно место заузимају манастири Хиладар и Жича, како због њиховог каснијег значаја тако и због чињенице да је он ове манастире из основе подигао, односно створио. Савин значај не умањује чињеница што је ове манастире подигао заједно са члановима своје породице — монахом Симеоном и Стефаном Немањићем.

### Задужбине Светог Стефана Уроша III Дечанског
Неговање владарског култа и Константина као његовог носиоца наставља Милутинов син Стефан Урош III Дечански, оснивач манастира Високи Дечани (у коме почивају његове свете мошти).
Његова по судбину Србије важна победа извојевана 1330. над бугарском војском коју је предводио Михаило III Шишман, а која се догодила код данашњег Ћустендила у Бугарској, овековечена је монументалном композицијом Константинове победе над Максенцијем насликаном у цркви Светог Николе Дабарског, недалеко од Прибоја. О симболици победник – а у вези са овим догађајем, у житију краља Стефана Дечанског Данило II пише правећи паралелу актуелног српског краља са Константином Великим: јер је сила крепости Његове од Господа, као и благоверноме цару Константину победа над иноплеменицима ради вере. Из свега произилази да је циклус фресака везаних за Константина (победа и проналазак Часног Крста) имао и политичке алузије.

## Дужности и права ктитора
Дужности једног ктитора биле су да:
- издаје типик,
- повеље за манастир,
- измене у правном положају и устројству своје задужбине,
- према 45. тачки Душановог Законика, поставља старешину задужбине уз сагласност цркве.

Права ктитора су била:
- да врши надзора над имовином цркве своје задужбине.

## Обавезе задужбине према ктитору
Задужбине су имале следеће обавезе према ктитору:
- Да ктитор буде сахрањен у својој задужбини,
- Давања помена одређени број пута у току године, како у молитвама тако и у току богослужења за живота, или након смрти. Ова обавеза је била веома битна јер је била један од главних разлога због којих се неко одлучивао на ктиторство, зато што су помени у молитвама за живота представљали молбу Богу за спас ктиторове душе, а након смрти за покој његове душе.
- Да прими ктитора и да се доживотно стара о њему уколико овај изгуби престо, осиромаши или се разболи.

## Галерија
- Ктиторски портрет краља Милутина у Краљевој цркви у Студеници, 14. век
- Ктиторски портрет Стефана Дечанског у цркви Вазнесења Христовог у манастиру Дечани, 14. век
- Хрисовуља Алексија III Великог Комнина (1338–1390) манастиру Дионисијату на Светој Гори
- Ктиторски портрет севастократора Константина Палеолога и његове супруге Ирине у Типику манастира Богородице Сигурне наде (Βεβαίας Ἐλπίδος), око 1350.
- Ктиторски портрет краља Михаила